# Wilhelm Faust (Fußballspieler)
Wilhelm Faust (* 23. Oktober 1930) ist ein ehemaliger deutscher Fußballtorwart, der für den Meidericher SV zu 43 Einsätzen in der Oberliga West kam.

## Karriere
1951 gelang dem Meidericher SV der Aufstieg in die Oberliga West, welche im damals noch regional begrenzten Ligensystem die höchste Spielklasse darstellte. Faust stand neben Stammtorwart Erwin Pajonk und Walter Tannemann als dritter Torhüter im Mannschaftskader. Nachdem Pajonk sich einige Wochen zuvor verletzt hatte und zunächst Tannemann die Vertretung übernommen hatte, erreichte Faust, der auch mit dem Spitznamen „Bubi“ bezeichnet wurde, am 23. März 1952 bei einem Heimspiel gegen Rot-Weiss Essen sein Oberligadebüt.
Im Anschluss an sein Debüt wurde er regelmäßig aufgeboten und konnte mit Pajonk zeitweise um die Rolle in der Stammelf konkurrieren. Ab 1954 musste er sich hingegen mit einer Reservistenrolle begnügen und wurde kaum noch für Einsätze berücksichtigt. 1955 musste er überdies den Abstieg seiner Mannschaft hinnehmen, worauf ein Jahr später allerdings der direkte Wiederaufstieg folgte. In der Sommerpause 1956 wurde mit Hans-Joachim Sommer überdies ein neuer Torwart verpflichtet. Faust verließ zu diesem Zeitpunkt den MSV, für den er bei 43 Oberligapartien sowie drei Spielen in der 2. Liga West auf dem Platz gestanden hatte.